# Фабіо Конкато
Фабіо Конкато (Fabio Concato) Мілан 31 травня 1953 — італійський кантауторе.
Опублікував 15 альбомів, серед них 12 студійних, 1 концертний, 2 збірки.

## Початок
Син журналістки та поетеси і джазового композитора та гітариста, Фабіо зробив перші кроки у світі музики у 1974, коли з друзями Бруно Ґрачеффа (Bruno Graceffa) та Джорджо Поркаро (Giorgio Porcaro) формує кабаретову групу «I Mormoranti» (Воркотуни),, в якій він пише музику та тексти і з якою виступає у знаменитому міланському клубі Derby.
Відкрив Конкато видавець грамплатівок Вальтер Гуельтрер (Walter Guertler), який ініціював укладення контракту між музикантом та фірмою грамзапису Harmony, лейбл групи S.A.A.R., де Фабіо записує у 1977 свій перший альбом Storie di sempre (Завсідні історії). На диску міститься хіт A Dean Martin який має великий успіх на радіо та у продажі.
У 1978 Фабіо бере участь у запису сорокоп'ятки Ufo Robot / Shooting Star, початкової та фінальної музичної заставки першого телевізійного серіалу
меха, що дістався Італії, «Atlas Ufo Robot» (Грендайзер), а також в інших піснях серіалу на однойменній довгограючій платівці, випущеній лейблом Fonit Cetra: як соліст пісні Procton та як автор — Rigel, виконаної Мікелем Тадіні (Michel Tadinì)
alias (Альберто Тадіні, екс-соліст гурту Gens).
Його голос також впізнається в іншій успішній продукції команди музиканта Вінче Темпера (який переймався музикою для мультфільмів), зокрема у Capitan Harlock 1979, опубліковано під псевдо La Banda dei Bucanieri (Банда буканьєрів).
Після другого альбому Svendita totale (Тотальний розпродаж) у 1978, переходить до Philips Records, де у 1979 записує диск
Zio Tom (Дядя Том).

## Вісімдесяті роки
Минуло три роки, доки Фабіо повернувся на ринок, але в цей раз з успіхом. Альбом, що має за назву ім'я музиканта, Fabio Concato, виходить у 1982 і стає його першим справжнім успіхом. Сингл, що увійшов до альбому, Domenica bestiale, (Шикарна неділя), учасник Фестивальбару того літа, хоча й не входить до хіт-параду, у короткий термін піднімає авторитет міланського кантауторе.
Пісня використовується у звуковій доріжці фільму Марко Різі (Marco Risi) Vado a vivere da solo, з Jerry Calà у головній ролі.
У 1984 Конкато закріплює свій успіх іншим однойменним альбомом, що містить в собі деякі його зразкові твори: Ti ricordo ancora (Я тебе ще пам'ятаю, Rosalina, Guido piano (Тихо веду автівку), Sexy Tango та передусім Fiore di maggio (Травнева квітка), присвячена новонародженій доньці Карлотті.
У 1986 виходить альбом Senza avvisare (Без попередження), теж вагома удача (досягає другої позиції у хіт параді платівок на 33 оберти).
У 1989 записує пісню 051/222525 (. Назва — тогочасний номер відкритої лінії громадської правозахисної дитячої організації «Telefono azzurro» (Лазоревий телефон). Доходи з продажу синглу були повністю передані асоціації на захист неповнолітніх. Пісня досягла першого номера у хіт-параді синглів.

## Дев'яності роки
У 1990 Конкато бере участь у 33 сезоні Дзеккіно д'Оро як автор пісні L'ocona sgangherona.
У тому ж році, після чотирьохрічної паузи, публікує альбом Giannutri, і це є новий успіх, значною мірою завдяки пісні Speriamo che piova (Сподіваємось, що йде дощ).
У 1992 виходить диск In viaggio (У подорожі) — стає бестселером та має успіх у критики.
Перша офіційна збірка Punto e virgola (Крапка з комою) виходить у 1991, наступна, Vita Quotidiana (Повсякденне життя), куди включено декілька дуетів, серед яких Chiama piano, виконана разом з П'єранджело Бертолі (Pierangelo Bertoli) у 1990, у 1992.
З'являється також (у кільватері моди того десятиріччя) альбом перезаписаних пісень Scomporre e ricomporre (Розкомпонувати та перекомпонувати), опублікований у 1994. Він містить в собі непубліковану пісню Troppo vento (Надто сильний вітер) і запропоновану у первісній версії Guido piano
Наступні два альбоми десятиріччя, Blu (Синій) 1996 та Fabio Concato 1999, (за участі Джозе Фелічано) (Josè Feliciano)) показують непогані рівні продажів.

## Двохтисячні роки
Несподівано, У 2001, Конкато вирішує взяти участь у Фестивалі Санремо з піснею Ciao ninìn, яка презентує тогорічний альбом Ballando con Chet Baker (Танцюючи з Кет Бейкер).
У 2003 виходить перший відкритий альбом Конкато Voilà.
У 2004 здійснює разом з Анною Окса турне під назвою Viceversa Tour.
Повертається до Санремо у 2007 з Oltre il giardino (За садом), композицією натхненною труднощами тих, хто втратив роботу в п'ятдесят років. Виконана першоберезневим вечором у дуеті з Мікеле Дзаррілло (Michele Zarrillo), пісня зустрічає хороший прийом критики і допускається до публікування в антології найкращого.
У 2010 записує сингл Amico mio (Мій друг) разом з молодим кантауторе Джанкарло Ді Муойо (Giancarlo Di Muoio), задля збору коштів в інтересах Centro Ambrosiano (Амвросіанський (Міланський) Центр).

## Дискографія

### Альбоми
- 1977: Storie di sempre, (Harmony, LPH 8017)
- 1978: Svendita totale, (Harmony, LPH 8030)
- 1979: Zio Tomm, (Philips, 6223 088)
- 1982: Fabio Concato, (Philips, 6492 131)
- 1984: Fabio Concato, (Philips, 822 079-1)
- 1986: Senza avvisare, (Philips, 830 037-1)
- 1990: Giannutri, (Philips, 842 945-1)
- 1991: Punto e virgola, (антологія)
- 1992: Vita quotidiana, (перевидання композицій з перших двох альбомів) Philips, 848 445-1)
- 1992: In viaggio, (Mercury Records, 512 901-1)
- 1994: Scomporre e ricomporre, (антологія з неопублікованим)
- 1996: Blu
- 1999: Fabio Concato
- 2001: Ballando con Chet Baker
- 2003: Voilà (відкритий)
- 2007: Oltre il giardino (антологія з неопублікованим)

### 45 обертів
- 1977 A Dean Martin/Festa nera (Harmony, H 6027)
- 1978 P...come/Vito (Harmony, H 6035)
- 1979 Zio Tom/Clic (Philips, 6025 239)
- 1982 Domenica bestiale/Berlacca (Philips,)
- 1984 Fiore di maggio/Cara Chiara (неопубліковане) (Philips)
- 1988 051-222525/051-222525 версія джаз клубу Franco D'Andrea (Philips, 872 370-7)

### Дуети
- Giancarlo Di Muoio: Amico mio
- Anna Oxa: In trattoria
- Antonella Ruggiero: 051-222525
- Eugenio Finardi: Les nuits d'Afrique (in Les nuits d'Afrique, 2003)
- Eugenio Finardi e Giò Di Tonno: Les nuits d'Afrique reprise (in Les nuits d'Afrique, 2003)
- José Feliciano: M'innamoro davvero
- Lucio Dalla: 051-222525 (концертний)
- Michele Zarrillo: Oltre il giardino (live концерт Фестиваль Санремо) 2007
- Pierangelo Bertoli: Chiama piano
- Pierangelo Bertoli e Grazia Di Michele: Acqua limpida (in Oracoli di Pierangelo Bertoli, 1990)
- Rossana Casale: Bambino mio — Fatto per un mondo migliore — Petra
- Samuele Bersani: Binario tre — Gigi
- Toquinho: Le storie di una storia sola (у Le storie di una storia sola Токвіно, 1986)